# Wydział Budownictwa i Architektury Politechniki Lubelskiej
Wydział Budownictwa i Architektury Politechniki Lubelskiej – jeden z sześciu wydziałów Politechniki Lubelskiej. Jego siedziba znajduje się przy ul. Nadbystrzyckiej 40 w Lublinie. Powstał w 1965 roku.

## Struktura
- Katedra Architektury, Urbanistyki i Planowania Przestrzennego
- Katedra Budownictwa Ogólnego
- Katedra Dróg i Mostów
- Katedra Geotechniki
- Katedra Inżynierii Procesów Budowlanych
- Katedra Konserwacji Zabytków
- Katedra Konstrukcji Budowlanych
- Katedra Mechaniki Budowli
- Katedra Mechaniki Ciała Stałego
- Samodzielna Pracownia Architektoniczna
- Wydziałowe Laboratorium Komputerowe
- Laboratorium Budownictwa[3]

## Kierunki studiów
- architektura
- budownictwo[4]

## Władze
- dziekan: dr hab. inż. Bogusław Szmygin, prof. PL
- prodziekan ds. ogólnych i nauki: dr hab. inż. Wojciech Franus
- prodziekan ds. studenckich - studia I stopnia: dr inż. Marek Grabias
- prodziekan ds. studenckich - studia II stopnia: dr inż. arch. Bartłomiej Kwiatkowski[5]